# Spallina

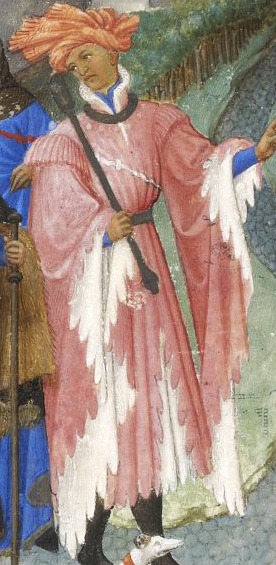
Uomo con pellanda e spalline, particolare delle Petites Heures du duc de Berry, inizio XV secolo

La spallina è un tipo di imbottitura utilizzato nell'abbigliamento maschile e femminile, per dare l'illusione che l'indossatore abbia le spalle più ampie e dritte, originariamente introdotte come protezione militare nel XVIII secolo, ma può indicare anche le lingue sbottonabili di stoffa o tessuto che sovrastano le spalle.       

## Uso
Nell'abbigliamento maschile le spalline (imbottitura) sono normalmente usate nelle giacche e nei cappotti in tessuto, e già incorporate all'interno del capo stesso.
Le spalline nascono nel XIV secolo, erano usate inizialmente sotto le pellande maschili e femminili. Nel XV secolo furono prettamente usate come imbottitura dei farsetti maschili e dei lunghi soprabiti che spesso a fine secolo coprivano i farsetti. Nella moda femminile, il loro utilizzo invece è sempre dipeso fortemente dalla moda del momento, vennero usate alla fine del cinquecento. Nel XX le spalline per le donne sono associate principalmente alla moda dei primi anni quaranta e degli anni ottanta. Nel caso dell'abbigliamento femminile, le spalline sono spesso degli accessori acquistabili a parte rispetto al capo sotto il quale saranno indossate.
Le spalline del XX secolo si differenziano da quelle tardomedievali per la forma, infatti le spalline presenti negli odierni capi maschili e femminili e nell'abbigliamento militare sono prettamente rettangolari. 

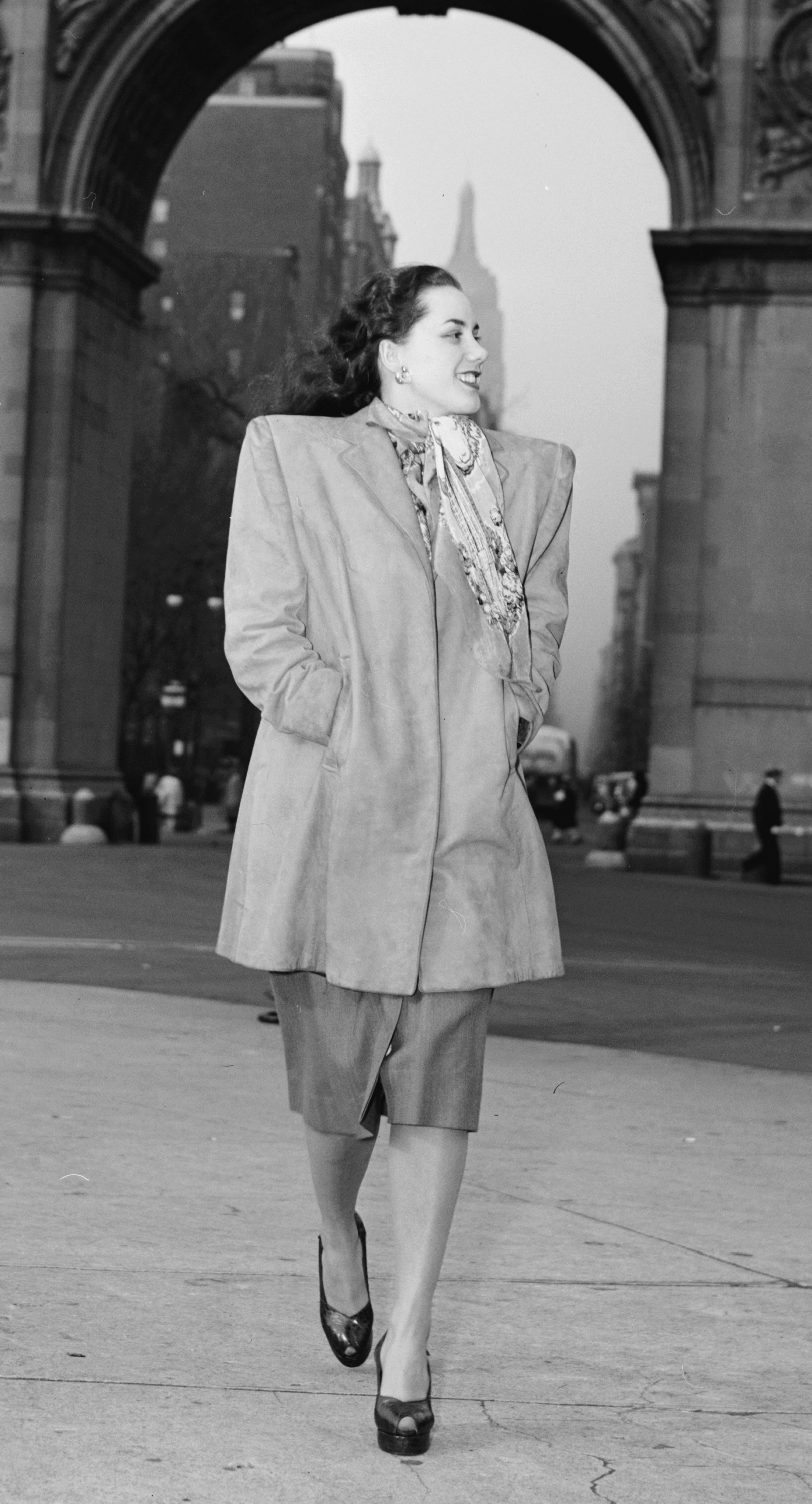
Donna con spalline, 1947, New York

Nell'abbigliamento tecnico le spalline vengono generalmente incorporate come protezioni e in taluni casi sono intercambiabili, in altri capi le spalline sbottonabili essendo delle linguette poste sulle spalle e con la chiusura nella parte più interna, possono essere usate come portaborse, porta-tracolle, ecc.

## Uso militare

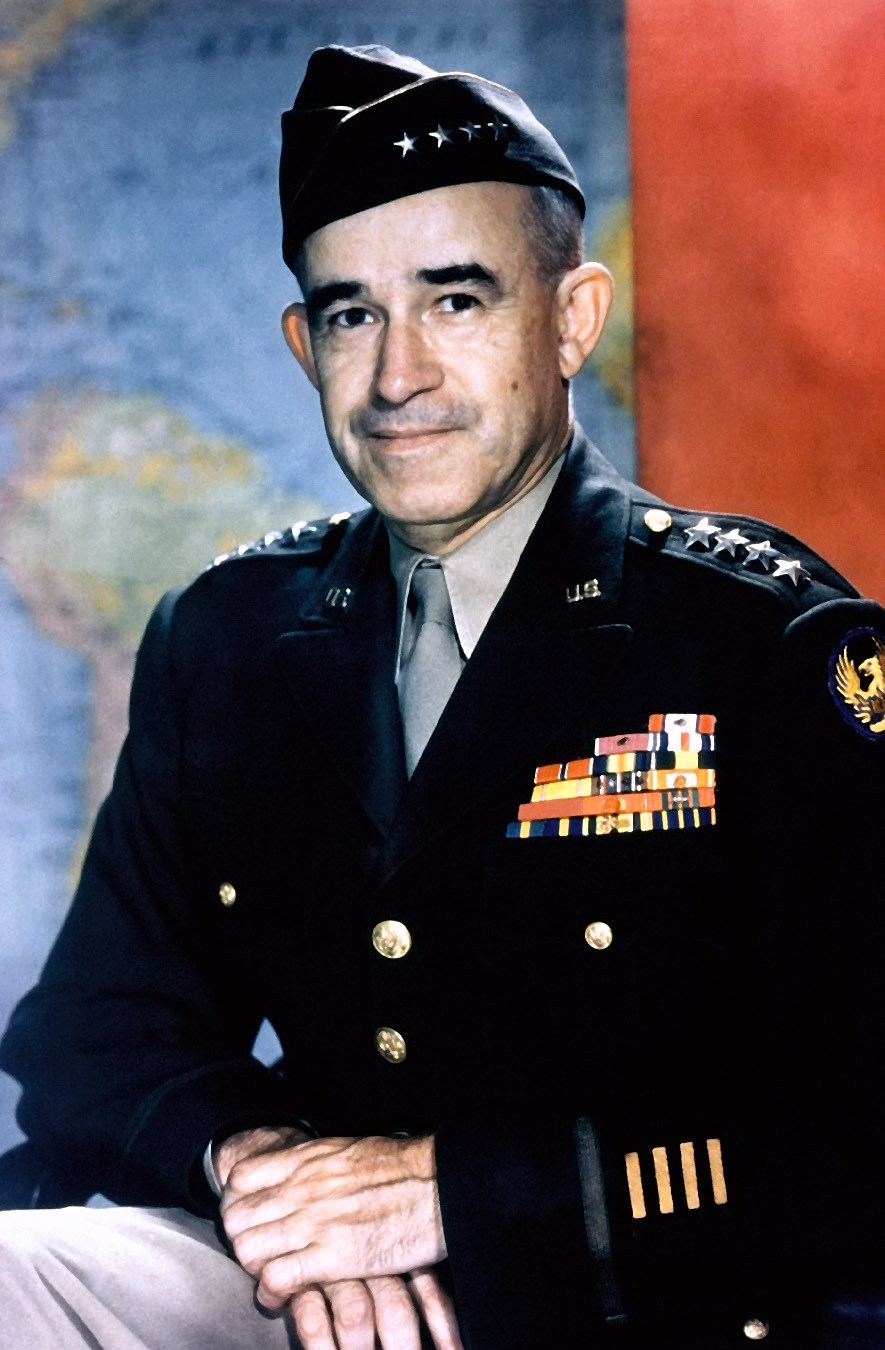
Il generale Omar Bradley in uniforme: le spalline, in questo caso, recano i simboli di grado.

Nelle uniformi militari, le spalline sono delle strisce di stoffa ornata e prendono il nome di controspallina, che sormontano le spalle vere e proprie di giacche, cappotti ed altri capi d'abbigliamento: sono di solito sbottonabili all'estremità rivolta verso il collo, e consentono in tal modo l'applicazione di vari simboli di grado.